# Richard Temple-Grenville, 2. hertug af Buckingham og Chandos
Richard Plantagenet Temple-Nugent-Brydges-Chandos-Grenville, 2. hertug af Buckingham og Chandos KG, GCH, PC (født 11. februar 1797, død 29. juli 1861) var en britisk konservativ politiker og aristokrat, søn af Richard Temple-Grenville, 1. hertug af Buckingham og Chandos. Han levede i familiepalæet Stowe House, Buckinghamshire.
Han var MP for Buckinghamshire 1818–1839. I 1841, blev han medlem af Det kongelige råd, og i 1842 blev han ridder af Hosebåndsordenen.